# Kopalnia Wacław
Kopalnia Wacław (niem. Wenceslaus Grube) – kopalnia węgla kamiennego w Miłkowie, osadzie wsi Ludwikowice Kłodzkie, funkcjonująca w latach 1771–1931 oraz 1933–1939. W latach 20. XX wieku największa i najnowocześniejsza kopalnia węgla w rejonie Nowej Rudy. 9 lipca 1930 r. w zakładzie doszło do katastrofy, w której śmierć poniosło 151 osób. Po II wojnie światowej podejmowano próby reaktywacji kopalni.

## Położenie

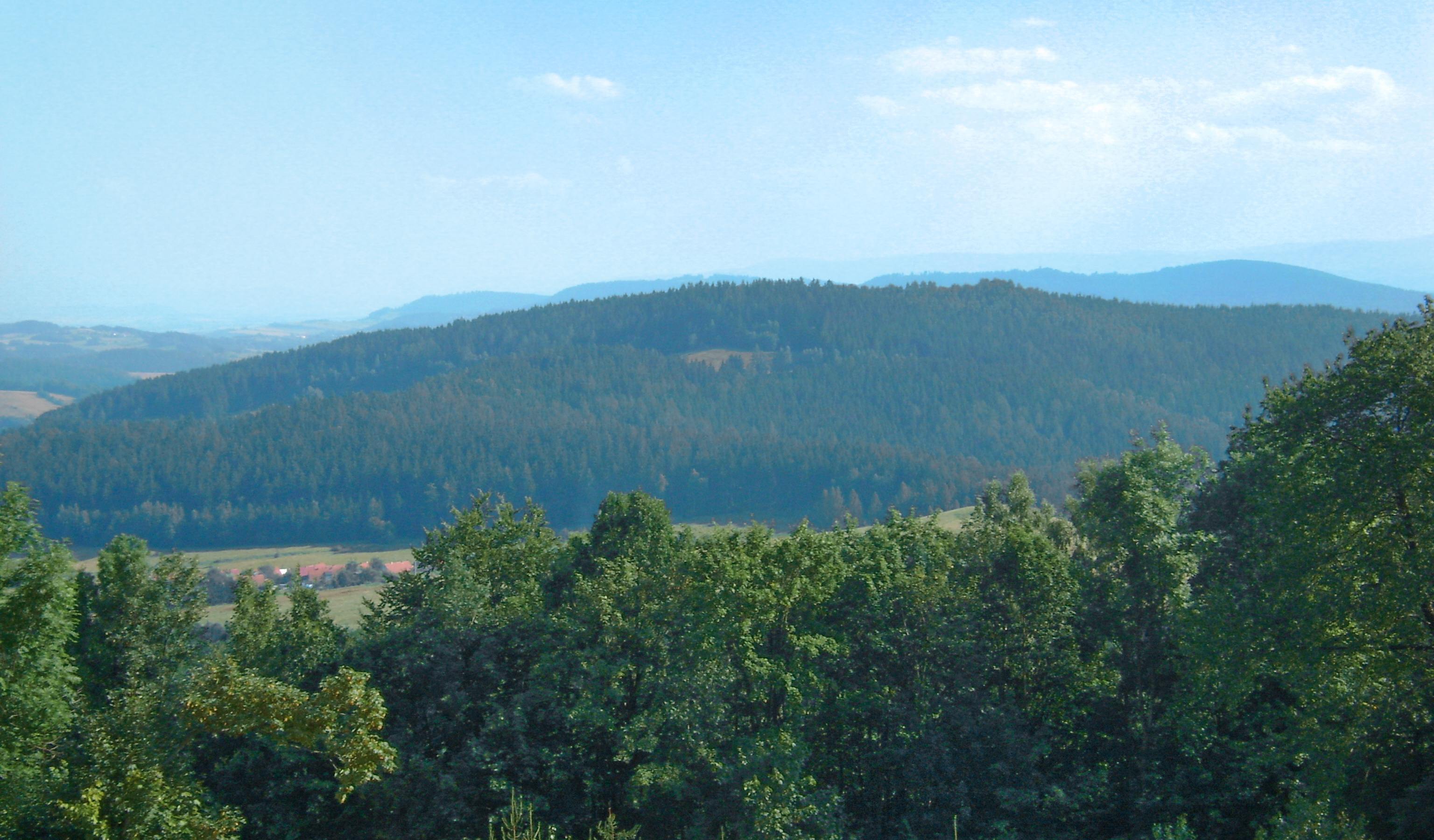
Widok na wzniesienie Włodyka – obszar funkcjonowania dawnej kopalni

Kopalnia położona była w północnej części Ludwikowic Kłodzkich, w osadzie Miłków, przy drodze do Jugowa.
Obiekty kopalni zlokalizowano w wąskiej, przełomowej dolinie cieku rozcinającego poprzecznie grzbiet Wzgórz Wyrębińskich, między Gruntową, a Włodyką.

## Historia
Najwcześniej o wydobywaniu węgla kamiennego w okolicach Nowej Rudy wzmiankuje Księga Miejska Nowej Rudy z roku 1478. Zapiski dotyczące transakcji między miastem a kopalnią świadczą o tym, że pod koniec XV wieku węgiel w tym rejonie był już znany i używany. Jednocześnie są to najstarsze znane dziś źródła pisane na temat górnictwa węglowego na Dolnym Śląsku.

### Początki kopalni
Pierwszą nowożytną kopalnię na terenie Miłkowa, będącej protoplastą późniejszej Wenceslaus, utworzył w 1771 r. nieznany z imienia baron von Haugwitz, właściciel górnej części wsi Jugów. Następnie kopalnia weszła w posiadanie Friedricha Augusta von Stillfrieda. 9 lipca 1810 r. baron von Stillfried sprzedał swój majątek szwagrowi brata, hrabiemu Antonowi Franzowi von Magnisowi, któremu przypisywane są największe zasługi dla górnictwa w rejonie tzw. zagłębia noworudzkiego. W 1812 roku kopalnię przejął porucznik von Bonge. Obiekt pozostawał własnością jego rodziny do roku 1865, kiedy to Robert Sindermann, Joseph Kleiner, Anton Herder i Josef Grieger nabyli kopalnię w drodze licytacji, tworząc później z Wenceslaus i przyłączonych do niej mniejszych kopalni Gwarectwo Wenceslaus. W latach 1884–1887 francuscy kapitaliści wykupili 75% gwarectwa, natomiast w roku 1897 wszystkie udziały w kopalni kupił doktor prawa Gustav Linnartz.
Na przełomie XIX i XX w. w Miłkowie wzniesiono elektrownię węglową o mocy 18 MW zasilaną głównie mułem węglowym wydobywanym w kopalni. Do zakładów doprowadzono bocznicę kolejową ze stacji Ludwikowice Kłodzkie. Od 1909 roku elektrownia podlegała spółce Elektrizitätswerk Schlesien.
Kopalnia była modernizowana i powiększana. W 1897 roku pogłębiono szyb Walter w Miłkowie, na początku XX wieku (rok 1900) zwiększając wydobycie do poziomu 185 721 t rocznie. Sześć lat później szyb Walter połączono z szybem Kurt w Jugowie (wówczas pogłębionym). Inwestycje umożliwiły dalszy wzrost wydobycia.

### Po I wojnie światowej
Okres najbardziej dynamicznego rozwoju kopalni Wenceslaus to lata bezpośrednio następujące po I wojnie światowej. W tym czasie Niemcy stracili większość bogatego w węgiel Górnego Śląska, podczas gdy węgiel kamienny pozostawał podstawowym paliwem dla przemysłu.
W 1921 roku utworzone zostało przedsiębiorstwo Wenceslausgrube z siedzibą w Ludwikowicach Kłodzkich. Do kopalni dołączono takie pola jak: Neu Gluckauf, Reisland, Lothrigen, Erdman, Weintengrund, Jacob, Balthazar, Ferdinand, Agnes i Babette. Powstał w ten sposób obszar górniczy o powierzchni prawie 34 kilometrów kwadratowych, obejmujący Ludwikowice Kłodzkie, Jugów i Sokolec.
Wenceslaus w latach 20. XX w. była uznawana za najnowocześniejszą kopalnię węgla na Dolnym Śląsku i jedną z najnowocześniejszych w Europie. Wydobycie w 1924 r. wyniosło 629 927 ton węgla, co znacznie przewyższało wyniki całej spółki „Neuroder Kohlen – und Thonwerke”, skupiającej wówczas wszystkie kopalnie węgla w pobliskiej Nowej Rudzie. Jesienią 1923 roku przedsiębiorstwo wydobywcze zatrudniało największą liczbę pracowników w swojej historii – blisko 4600 górników i 250 pracowników administracyjnych. W kolejnych latach spadek cen węgla zmusił właścicieli kopalni do redukcji działalności. Zmniejszono wydobycie, zwolniono część pracowników, a pozostawionym zredukowano pensje. Spadkobiercy Linnartza, do których należał zakład, w 1925 roku sprzedali część posiadanych udziałów w kopalni i elektrowni.
Kopalnia była w pełni zelektryfikowana. Pod ziemią pracowało 25 wrębiarek, a przewóz urobku i skał płonnych odbywał się kolejką. Węgiel transportowano rynnami wstrząsowymi i przenośnikami taśmowymi. Wentylację zapewniały wentylatory o łącznej wydajności 9000 metrów sześciennych na minutę. Zakład posiadał zmechanizowane składowiska naziemne i nowoczesny osadnik. Obszar wydobycia był połączony pomostami i kolejką łańcuchową z zakładem przeróbczym.
Wysoki stopień mechanizacji umożliwiał produkcję grubych sortymentów węgla. Z miału węglowego, po uprzednim wysuszeniu i wzbogaceniu, produkowano brykiety.
Ówczesna kopalnia Wenceslaus posiadała szyby:
- Kunegunda (po 1945 r. Wacław) – 417 m głębokości,
- Walter (Wanda) – 610 m głębokości,
- Kurt (Ludmiła) – 310 m głębokości,
- Baltazar (szyb wentylacyjny) – 350 m głębokości[5].

Mimo przejściowych trudności w roku 1929 roczne wydobycie w kopalni osiągnęło rekordowy wynik 900 000 ton. Ponad połowę (428 000 t) wyekspediowano koleją, co czyniło ze stacji w Ludwikowicach Kłodzkich największy punkt nadania towarów na całej linii kolejowej Kłodzko-Wałbrzych.
Szybki wzrost wydobycia węgla powodował wyczerpywanie się płycej położonych pokładów.
Na przełomie lat 20. i 30. XX w. kopalnia pracowała na czterech poziomach głębokości:
- I – 140 m (+360 m),
- II – 240 m (+260 m),
- III (główny) – 340 m (+160 m),
- IV – 500 m[5].

### Katastrofa 9 lipca 1930 r. i upadek kopalni

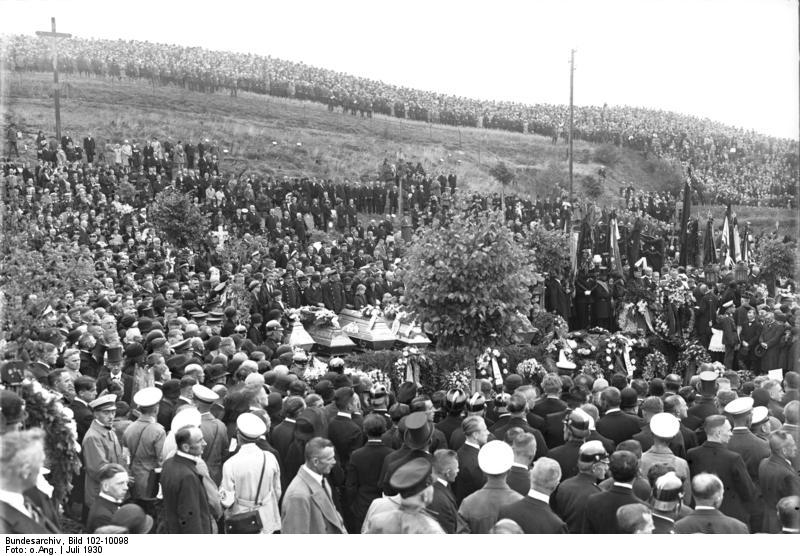
Pogrzeb ofiar katastrofy w kopalni Wenceslaus (9.07.1930) na cmentarzu w Jugowie

Pogłębianie kopalni wiązało się z nasilającymi się wyrzutami gazów i skał. W latach 1915–1930, odnotowano w kopalni Wenceslaus 92 wyrzuty.
9 lipca 1930 r. około 16:00 w rejonie szybu Kurt w Jugowie doszło do katastrofy. Na skutek wstrząsu na poziomie III, spowodowanego wyrzutem dwutlenku węgla, nastąpiło wypchnięcie liczącego 35 metrów długości bloku węgla. Ilość dwutlenku węgla wydzieloną przy wypchnięciu węgla z ociosu oceniono jako niewielką. Nagłe wyrzucenia bloku węgla zachwiało równowagę w ścianie, która zaczęła się obsypywać powodując gwałtownie nasilający się wypływ dwutlenku węgla. Wielkość wyrzuconych mas skalnych wyniosła 3354 tony. Śmierć w wyniku katastrofy poniosło 151 górników.
Ofiary katastrofy zostały pochowane w odrębnej kwaterze na cmentarzu w Jugowie, przy której ustawiono pomnik-kaplicę, zaprojektowany przez wałbrzyskiego architekta Pietrusskiego, a wykonany przez rzeźbiarza Wittiga z Nowej Rudy. W uroczystym pogrzebie z udziałem niemieckich władz państwowych uczestniczyło blisko 20 tysięcy osób. Pomoc dla rodzin ofiar płynęła z całego świata. Mogiły zostały zlikwidowane w latach 90. XX wieku pod nowe miejsca pochówku, na swoim miejscu pozostawiono natomiast kaplicę.
Katastrofa pogorszyła stabilność ekonomiczną kopalni, naruszoną wcześniej przez rozpoczynający się wielki kryzys gospodarczy. Wydobycie znacząco spadło, a przedsiębiorstwo eksploatujące kopalnię popadło w zadłużenie. 28 stycznia 1931, mimo protestów mieszkańców i władz gminy do rządu, Reichstagu i Sejmu Pruskiego, państwo zamknęło zakład. Eksploatację części złóż przejęły kopalnie Nowej Rudy: Ruben i Rudolf. Po zamknięciu Wenceslaus odstąpiono od zamknięcia kopalni Johann Baptist w Słupcu.

### Ponowna działalność kopalni w latach 1933–1939
W efekcie zamknięcia kopalni Wenceslaus, pracę straciło blisko 2700 górników. Wliczając rodziny górnicze od 6 do 8 tysięcy osób straciło podstawowe źródło utrzymania. Przerwanie wydobycia w Ludwikowicach zwiększyło wysokie bezrobocie w powiecie noworudzkim, który podczas ogólnoniemieckiej reformy administracyjnej w 1932 r. został ostatecznie włączony do powiatu kłodzkiego. Pozbawieni pracy górnicy domagali się ponownego otwarcia zakładu.
Ponowne uruchomienie kopalni w Miłkowie zostało jednym z punktów regionalnego programu wyborczego Narodowosocjalistycznej Niemieckiej Partii Robotników (NSDAP) podczas kampanii wyborczej w 1933 roku. Naziści obiecali, że kopalnia zostanie uruchomiona ponownie po ich zwycięstwie w wyborach do Reichstagu. Po tym, jak 5 marca 1933 r. partia Adolfa Hitlera zdobyła 44% głosów, zapowiedzi częściowo spełniono. 28 lipca 1933 r. przy wsparciu nowej władzy powstała prywatna spółka Betriebsgemeinschaft Wenceslaus Grube, która wznowiła częściową eksploatację złóż – z jednego pola zachodniego, w dużo mniejszym zakresie niż przed rokiem 1930. 39 pierwszych pracowników w pierwszej kolejności uruchomiło pompy odwadniające zakład. Pod koniec roku 480 osób prowadziło wydobycie węgla na poziomie 9 tysięcy ton na miesiąc – co stanowiło niewiele ponad 10% maksymalnego wydobycia z roku 1929. W 1938 roku kopalnia zatrudniała 1018 robotników oraz 62 pracowników umysłowych.

### Okres II wojny światowej – fabryka amunicji DAG
W lipcu 1939 roku kopalnia ponownie została zamknięta. Jako uzasadnienie podawano duże zagrożenie wyrzutami gazów. Całe wyposażenie zakładu zostało zdemontowane, a następnie sprzedane na pokrycie długów reaktywowanego sześć lat wcześniej gwarectwa. Po zamknięciu pokłady węgla zatopiono. Obiekty po zlikwidowanej kopalni ówczesna władza zajęła na potrzeby przemysłu zbrojeniowego III Rzeszy. W 1942 roku uruchomiono fabrykę amunicji należącą do kombinatu Alfred Nobel Dynamit AG (DAG). Na potrzeby fabryki przy obecnej ulicy Wiejskiej w Ludwikowicach Kłodzkich nazistowskie władze utworzyły obóz pracy dla polskich Żydówek prowadzony przez organizację Schmelt. Około 1000 więźniarek, prócz przymusowej pracy w fabryce, wykorzystywano do kopania rowów i budowy umocnień. W bezpośrednim sąsiedztwie kopalni, w rejonie obecnej ulicy Fabrycznej, w 1944 roku powstał drugi obóz pracy. Odpowiednio: 16 maja 1944 r. (pierwszy) i 23 lipca 1944 r. (drugi obóz) zostały filiami AL Ludwigsdorf I i AL Ludwigsdorf II obozu koncentracyjnego Groß-Rosen.

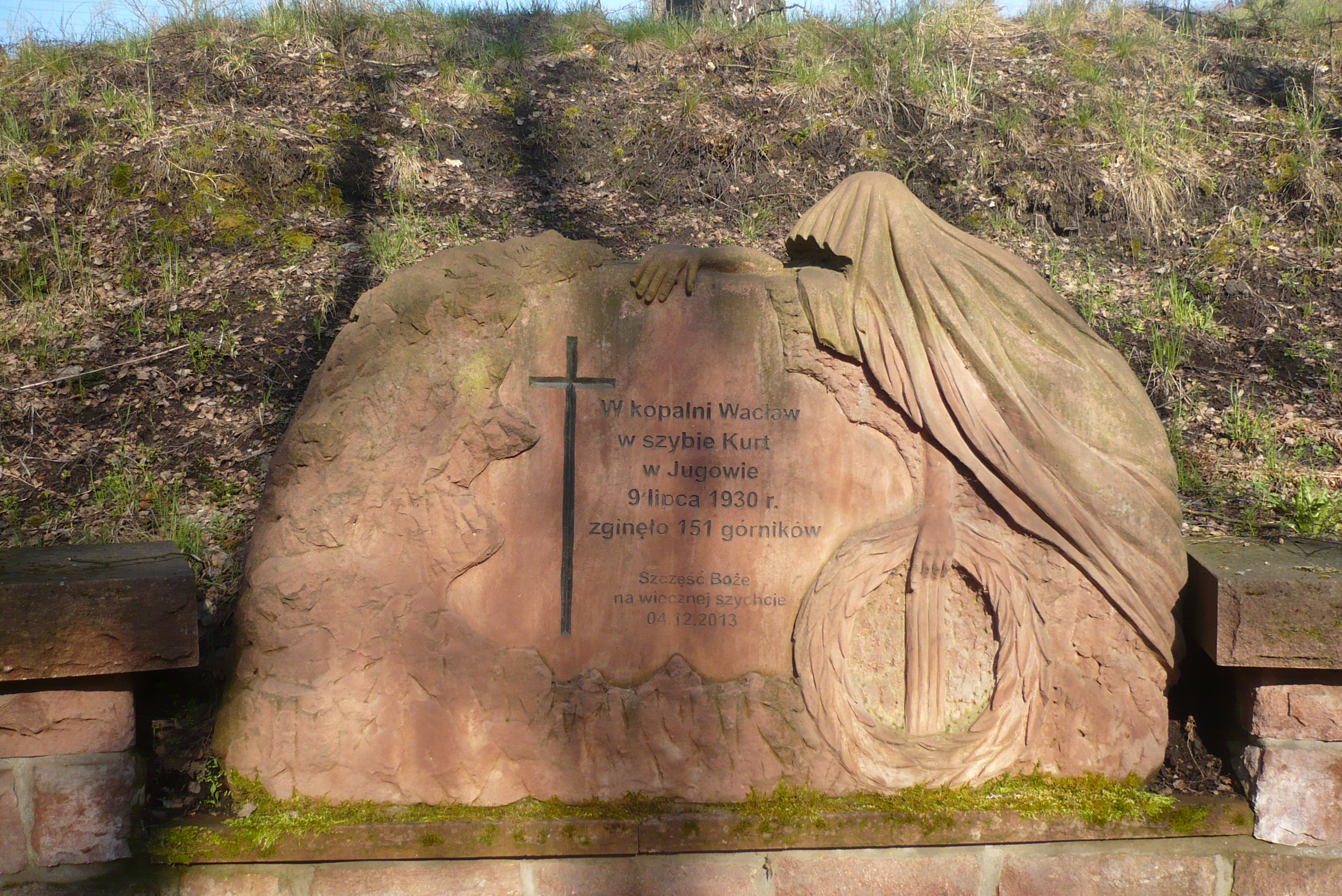
Pomnik w Ludwikowicach Kł.
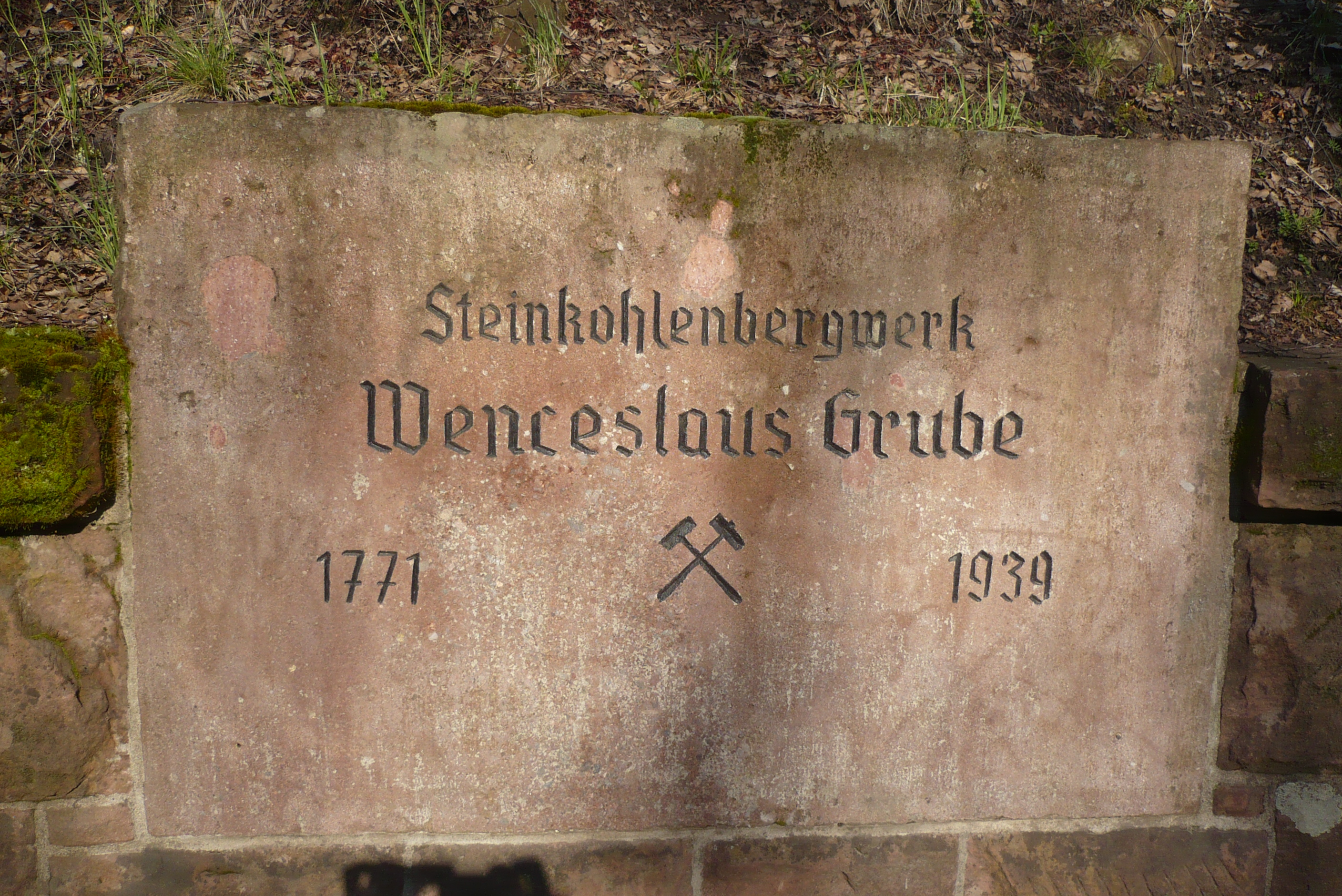
Pomnik w Ludwikowicach Kł.
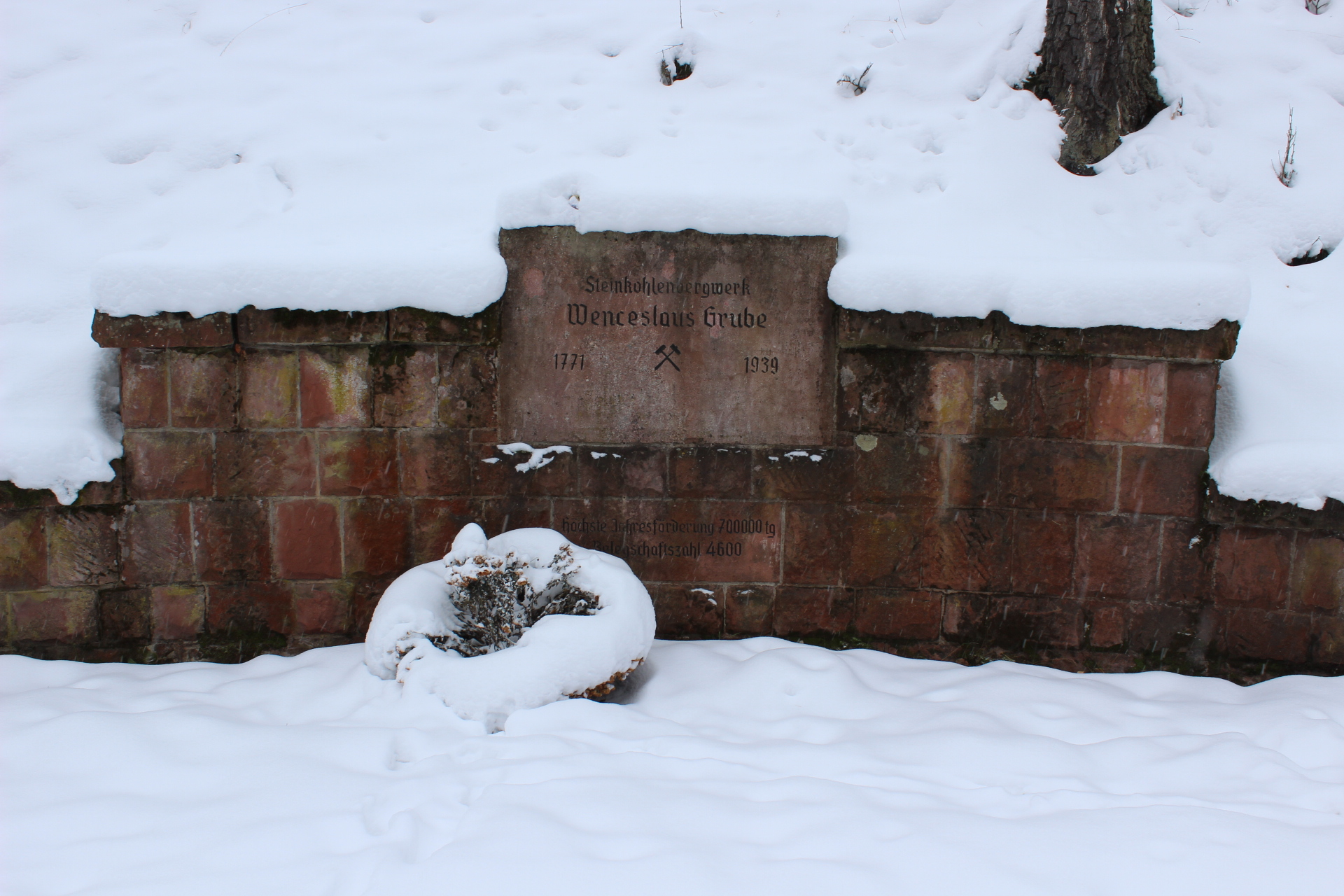
Pomnik w Ludwikowicach Kł.
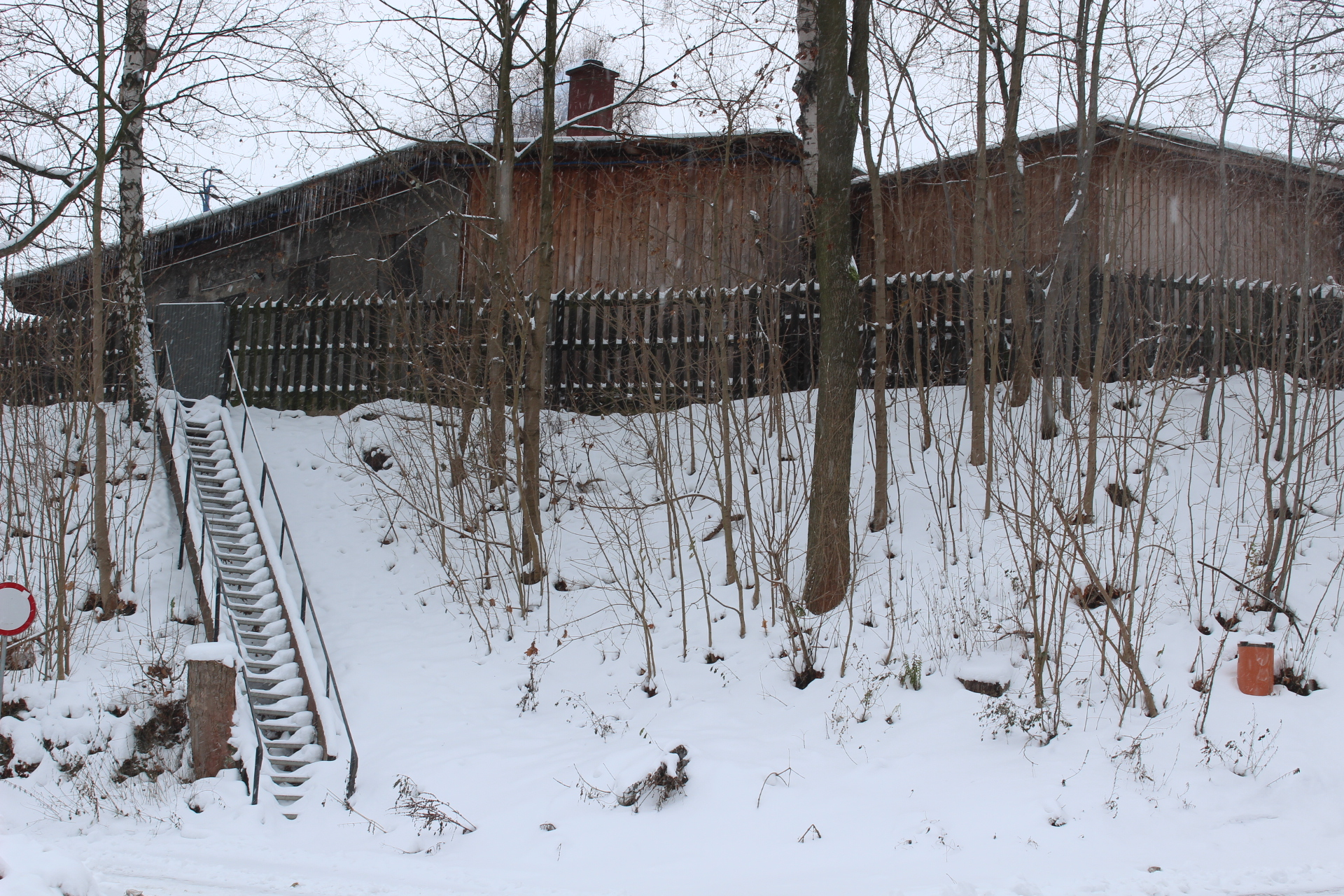
Teren szybu Kurt w Jugowie

### Eksploatacja złóż po 1945 r.
Po zakończeniu II wojny światowej Ludwikowice Kłodzkie, wraz z całą ziemią kłodzką, weszły w skład Ziem Odzyskanych i przypadły Polsce.
Według części źródeł zajęta przez Armię Czerwoną fabryka działała jeszcze ok. 2 lata po wojnie. Według innych, pod koniec wojny uległa zniszczeniu.
Z nowszych badań i ustaleń wynika, że teren kopalni, elektrowni i filii Alfred Nobel Dynamit AG zajęło Ludowe Wojsko Polskie. 6 listopada 1948 na zlecenie Przedsiębiorstwa Poszukiwań Terenowych otwarto znaleziony w dawnej fabryce sejf, w którym znaleziono oryginalne plany budowlane fabryki w Miłkowie. Dokumenty złożono do Archiwum Państwowego we Wrocławiu. Na terenie fabryki powstała Wytwórnia Wyposażenia Wojskowego nr 1 (WWW nr 1).
19 października 1949 roku teren fabryki został przekazany resortowi górnictwa. Potrzeby intensywnie rozwijanego w latach pięćdziesiątych przemysłu ciężkiego sprawiły, że 21 lutego 1953 w Ludwikowicach Kłodzkich dla odwonienia i uruchomienia poniemieckiej kopalni sformowany został 30. Wojskowy Batalion Górniczy (Jednostka Wojskowa nr 3686 – część Wojskowego Korpusu Górniczego), w którym służyło 650 górników. Do Wojskowego Korpusu Górniczego wcielano poborowych i żołnierzy z rodzin i środowisk uznawanych przez ówczesne władze za nieprzychylne reżimowi. Węgiel, wyłącznie z najpłytszych warstw, wydobywano od czerwca 1953 roku. W 1957 roku przystąpiono do osuszenia szybu Kurt, gdzie ilość wody do odpompowania była szacowana na 3,5 mln m³. Śmiertelny wypadek, do jakiego doszło w odwadnianym szybie, miał być jedną z przyczyn zaniechania prac w tej części kopalni. Rozpoczęto natomiast ponowną, ograniczoną względem dawnej eksploatację w przypowierzchniowych częściach złoża. Uruchomiono wówczas ponownie sztolnię Wacław i upadowe: Kazimierz i Pniaki. W ciągu czterech lat, między 1957 a 1961 r., wydobyto 37 000 ton węgla kamiennego. Eksploatacji zaniechano z przyczyn ekonomicznych, gdy natrafiono na trudności geologiczne oraz z obawy przed zagrożeniami.
Dyrektorem polskiej kopalni „Wacław” był inż. Karol Musioł.
Budynki pokopalniane w osadzie Miłków na początku lat 60. XX w. zagospodarowano na różne zakłady: fabrykę okuć budowlanych, płyt pilśniowych, zakłady przemysłu wełnianego, papiernię, składnicę drewna, magazyny. Przykopalniana elektrownia funkcjonowała do 1964 roku. Nieefektywny i przestarzały zakład została wyłączona po uruchomieniu Elektrowni Turów w Bogatyni.
Świadomość szybkiego wyczerpania złóż węgla kamiennego w KWK Nowa Ruda (gdzie wydobycie sięgało od początku lat 70. XX wieku do końca PRL miliona ton węgla rocznie) sprawiła, że w latach 70. XX w. władze ponownie brały pod uwagę wydobycie w Ludwikowicach. Powstała nowa koncepcja eksploatacji złóż, autorstwa inżyniera Józefa Cisa, zakładająca eksplorację pokładów ludwikowickiego węgla chodnikami drążonymi od strony kopalni w Nowej Rudzie. Od 1971 roku prowadzono prace nad tzw. przekopem „C” z pola górniczego Piast na pole górnicze Wacław. Po pięciu latach w 1976 r. po licznych wybuchach dalsze roboty nad przekopem uznano za nieopłacalne i zawieszono.
Ostatnie próby wznowienia wydobycia bogatych złóż w Ludwikowicach dyrekcja Dolnośląskiego Zjednoczenia Przemysłu Węglowego przeprowadziła pod koniec lat 80. XX w. Wznowiono drążenie przekopu w kierunku pola Wacław. Prace przerwała likwidacja po przemianach ustrojowych przełomu lat 80. i 90. całego Dolnośląskiego Zagłębia Węglowego. Po likwidacji zakładów przemysłowych funkcjonujących w zabudowaniach pokopalnianych, obiekty uległy dekapitalizacji. Część wyburzono pod koniec lat 90. XX w., zachowane zostały budynki po elektrowni.

## Perspektywy
Wielkość pozostałych po kopalni Wenceslaus / Wacław złóż antracytu, szacowana jest na 50–70 milionów ton.
W 2005 r. szkocka spółka Gibson Group podjęła z powiatem kłodzkim wstępne rozmowy w sprawie uruchomienia kopalni w Ludwikowicach Kłodzkich oraz elektrociepłowni w Nowej Rudzie.
W 2013 r. złożem zainteresowali się przedstawiciele australijskiej grupy kapitałowej Balamara. W listopadzie 2013 r. w rejonie pola Wacław i Piast rozpoczęły się odwierty badawcze. Inwestor deklarował, że w przypadku powodzenia w ciągu trzech lat zainwestuje ponad 100 mln dolarów w uruchomienie korzystającej częściowo z istniejących szybów kopalni, wydobywającej rocznie do 1,5 mln ton węgla i zatrudniającej do 2000 osób.

## Kontrowersje związane z bezpieczeństwem
Od lat przeszkodą w skutecznej eksploatacji złoża w Ludwikowicach jest położenie w obszarze trudnym geologicznie oraz niebezpieczeństwo związane z wysokim zagazowaniem. Duża gazonośność miejscowego węgla była w przeszłości przyczyną wielu katastrof. Dziesięć lat po katastrofie w Wenceslaus wyrzut dwutlenku węgla w kopalni Ruben w pobliskiej Nowej Rudzie zabił 181 górników. Do 1945 r. w kopalniach Nowej Rudy i Ludwikowic zanotowano ogółem 596 wyrzutów gazowo-skalnych, o łącznej masie wyrzuconego węgla wynoszącej 114 770 ton.
Zdania w kwestii możliwości bezpiecznej eksploatacji węgla w Ludwikowicach są podzielone. Niejednomyślne pozostają nawet osoby dawniej bezpośrednio związane z Dolnośląskim Zagłębiem Węglowym:

Przy obecnie stosowanych technologiach takie katastrofy nie mają prawa się wydarzyć

– mówił w wypowiedzi dla Gazety Wrocławskiej z 2013 r. Zdzisław Polak, ostatni dyrektor Dolnośląskiego Zjednoczenia Przemysłu Węglowego w Wałbrzychu, podczas gdy odmiennego zdania był jeszcze w 2005 r. były dyrektor KWK Nowa Ruda, Wojciech Szałkowski:

Największy wyrzut sprowokowany miał miejsce w czasie, gdy ja byłem dyrektorem. Wyrzuciło 10 000 ton węgla i 1 500 000 metrów sześciennych dwutlenku węgla. Zupełnie nie dziwię się, że nikt już chyba nie będzie eksploatował tego złoża. (...) Pierwsza katastrofa miała miejsce we wczesnych latach trzydziestych, na nieczynnej od tego czasu kopalni Wacław w Ludwikowicach Kłodzkich, na nadaniu należącym do kopalni Nowa Ruda (...) widziałem wczoraj (2005.03.01) w telewizji news, że władze powiatu kłodzkiego sprowadziły szkocką grupę inwestycyjną i sugerują zainwestowanie 100 000 000 USD w uruchomienie wydobycia z kopalni Wacław w Ludwikowicach Kłodzkich. Chyba ktoś jest nienormalny, to czyste samobójstwo.(...)

– powiedział dyrektor Szałkowski dla portalu górniczego nettg.pl.